# مفاهيم خاطئة عن الإصابة بالإيدز
المفاهيم الخاطئة عن الإصابة بالإيدز (بالإنجليزية: Misconceptions about HIV/AIDS)‏ توجد مجموعة من المفاهيم الخاطئة المرتبطة بفيروس HIV ومرض الإيدز. وتعتبر المفاهيم الثلاثة التالية من أكثر هذه المفاهيم شيوعًا. أولاً، أن الإيدز يمكن أن ينتشر من خلال التعامل العرضي مع الأشخاص المصابين به، وإن الاتصال الجنسي بامرأة عذراء يمكن أن يؤدي إلى الشفاء من الإيدز، وإن فيروس HIV يمكن أن يصيب فقط المثليين ومن يتعاطون المخدرات.
وثمة مفاهيم خاطئة أخرى يتم تداولها فيما يتعلق بهذا الموضوع من بينها أن أكثر المناطق التي تعاني من الايدز هي أمريكا وأوروبا ،و أن الايدز لا يصيب الرجال إذا اغتسلوا بعد الجماع.
. وتعتبر المفاهيم الثلاثة التالية من أكثر هذه المفاهيم شيوعًا.
أولاً: أن الإيدز يمكن أن ينتشر من خلال التعامل العرضي مع الأشخاص المصابين به.
ثانيا : إن الاتصال الجنسي بامرأة عذراء يمكن أن يؤدي إلى الشفاء من الإيدز،
ثالثا : إن فيروس HIV يمكن أن يصيب فقط المثليين ومن يتعاطون المخدرات.
رابعا : أن أي فعل من أفعال الاتصال الجنسي الشرجي بين رجلين يمكن أن يؤدي إلى الإصابة بعدوى الإيدز.

## مفاهيم أخرى
مفهوم 1 : يوجد علاج لمرض الإيدز.
الحقيقة: حتى اليوم لا يوجد علاج أو تطعيم لفيروس الإيدز، أو متلازمة نقص المناعة المكتسبة.
خرافة: مرض الإيدز ينتقل فقط بين المثليين جنسياً.
الحقيقة: أي شخص معرض للإصابة بهذا الفيروس، لا سيما وأنه ينتقل عن طريق الدم الملوث والإبر الملوثة، وليس عن طريق الممارسة الجنسية فقط.
مفهوم2: يمكن التقاط الفيروس عن طريق الهواء، أو عن طريق التعامل مع شخص مصاب (مثل معانقته أو الإمساك به).
الحقيقة: فيروس الإيدز لا يمكن انتقاله عبر الطرق التالية مطلقاً: معانقة شخص، أو الإمساك بيده، الحمامات العامة، مقابض الأبواب، مشاركة المريض أدوات الطعام (كالملاعق والشوك)، قرص البعوض. الفيروس ينتقل عن طريق: التعرض المباشر لسوائل جسم المصاب: كالدم، السائل المنوي، الإفرازات المهبلية، لبن الأم. كما ينتقل عن طريق استخدام إبر مشتركة مع المريض سواء كانت إبر حقن أدوية، أو تلك المستخدمة في الوشم مثلاَ.
مفهوم 3: ينتقل الفيروس عن طريق مشاركة الأدوات الرياضية مع المريض والتي تتعرض لعَرق المصاب، أو لعب الرياضة معه.
الحقيقة: العرق والدموع لم يثبت مطلقاً أنه يمكن انتقال الفيروس عن طريق العرق أو الدموع.
مفهوم 4 : يمكن انتقال الفيروس عن طريق تقبيل الشخص المصاب.
الحقيقة: يحذر الأطباء فقط من التقبيل الذي قد يتضمن خدشا لأنسجة الفم، والتعرض لدم المصاب إلا أنه لم يرد أي حالة إصابة ناتجة عن تقبيل شخص مصاب.
خرافة: استخدام وسائل منع الحمل على مختلف أنواعها من الواقي الذكري، أو الحبوب وغيرها يقي من الإصابة بالفيروس.
الحقيقة: هذه الوسائل تمنع الحمل فقط ولا تمنع انتقال الفيروس، بل وجد أن استخدام بعض الوسائل الموضعية المحتوية على مادة تقتل الحيوانات المنوية (كالجل، والكريم والرغوة ..) تزيد من خطر التقاط الفيروس إذا كان الشريك مصابا.
مفهوم 5: الإصابة بأحد الأمراض التي تنتقل عن طريق الممارسة الجنسية تمنع الإصابة بالإيدز.
الحقيقة: يمكن للشخص المصاب بأحد الأمراض التي تنتقل عدواها عن طريق العلاقة الجنسية الإصابة بالإيدز، بل إن إمكانية التقاط الفيروس تزداد إذا كان المرض يصحبه حدوث قرح في الأعضاء التناسلية كالسفلس.
خرافة: استخدام الواقي الذكري لا يحمي من الإصابة بالمرض.
الحقيقة: استخدام الواقيات الذكرية المصنوعة من مادة اللاتكس تقلل من خطر التقاط الفيروس إلا أنها لا تمنعه تماما.
خرافة: الممارسات الفموية لا تنقل المرض.
الحقيقة: يمكن التقاط الفيروس عن طريق الجنس الفموي، ويجب عندها استخدام الواقي.
مفهوم 6: ستظهر أعراض المرض إذا أصيب به الشخص.
الحقيقة: الشخص الذي يلتقط العدوى قد لا تظهر عليه الأعراض قبل 10 سنوات، حيث لا يمكن الكشف عنه قبلها إلا مخبرياً.
مفهوم 7: عند بدء العلاج، لا يمكن أن يتسبب المريض بنقل الفيروس للآخرين.
الحقيقة: العلاج يبقى مستويات الفيروس منخفضة بالدم فقط، ولكنه لا يلغيها، وبذلك يبقى الشخص الحامل للفيروس قادر على نقله للآخرين. الأبحاث في مجال علاج الفيروسات وبخاصة مرض نقس المناعة المكتسبة (إيدز) لا زالت مستمرة، والمحاولات قائمة باستمرار لإيجاد علاج رادع للمرض، وتصحيح المفاهيم والممارسات الخاطئة التي تقلل من انتشاره.
مفهوم 8: إجراء اختبار معملي للكشف عن وجود الفيروس أمر غير مجدٍ.
الحقيقة: اكتشاف المرض مبكراً يساعد على بدء العلاج مبكرا وتأخير ظهور الأعراض قدر المستطاع، كما يقلل أو يؤخر نقل الفيروس للآخرين .

## وصلات إضافية
- AIDS.gov - The U.S. Federal Domestic HIV/AIDS Resource
- HIVtest.org - جد موقعاً لفحص الإيدز قريباً منك
- AidsTruth.org – A website that presents the scientific evidence that HIV is the cause of AIDS and that the benefits of antiretroviral drugs (ARVs) outweigh the risks. It was created by research scientists and community advocates engaged in the worldwide struggle against HIV/AIDS.